# Ouled Brahim (Médéa)
Ouled Brahim (em árabe: اوالد ابراهيم) é uma comuna localizada na província de Médéa, Argélia. De acordo com o censo de 2008, a população total da cidade era de 10 847 habitantes.